# Швейцарська Національна ліга В
Швейцарська Національна ліга В (нім. National League B, фр. Ligue Nationale B, італ. Lega Nazionale B; скор. англ. NLB) — друга за значенням хокейна ліга чемпіонату Швейцарії.
Протягом трьох сезонів (2006/07-2008/09) в лізі поза конкурсом виступала молодіжна збірна Швейцарії, за будь-яких вимог вона не мала права виступати в плей-оф.

## Структура
У сезоні 2006/07, за аналогією з Національною лігою А були зроблені нововведення. Сезон розділений на дві частини, кваліфікація та серія плей-оф. У кваліфікації в сезоні 2012/13, одинадцять клубів грають в п'ять кіл, таким чином команди провели за сезон 50 матчів. У сезонах 2009/10, 2010/11 і 2011/12 були лише десять клубів, таким чином у попередніх сезонах команди «награвали» 45 матчів.
Після кваліфікації, щоб визначити переможця, проводили серію плей-оф серед восьми найкращих за підсумками кваліфікації. Чвертьфінали, півфінали і фінал грають до чотирьох перемог (тобто із семи матчів, якщо, звичайно, вони знадобляться).

## Учасники сезону 2024/25
У сезоні 2024/25 беруть участь такі клуби:
| Команда        | Місто        | Арена              | Місткість |
| -------------- | ------------ | ------------------ | --------- |
| «Базель»       | Базель       | Санкт-Якоб Арена   | 6.612     |
| «Беллінцона»   | Беллінцона   | Спортивний центр   | 2.360     |
| «Вінтертур»    | Вінтертур    | Айсгалле Дойтвег   | 2.496     |
| ГСК Лайонс     | Цюрих        | Кюснахт            | 2.800     |
| «Кур»          | Кур          | Галленштадіон      | 6.500     |
| «Ла-Шо-де-Фон» | Ла-Шо-де-Фон | Патінуа-де-Мелез   | 7.200     |
| «Ольтен»       | Ольтен       | Айсбахн Кляйнгольц | 7.561     |
| «Сьєр»         | Сьєр         | Айсбахн Грабен     | 4.500     |
| «Тургау»       | Вайнфельден  | Гюттінгершройт     | 3.100     |
| «Фісп»         | Фісп         | Літтерна-Галле     | 4.300     |

## Переможці
- 1948 — Амбрі-Піотта
- 1949 — Амбрі-Піотта
- 1950 — Амбрі-Піотта
- 1951 — Ла-Шо-де-Фон
- 1952 — Ла-Шо-де-Фон
- 1953 — Амбрі-Піотта
- 1954 — «Санкт-Моріц»
- 1955 — Ла-Шо-де-Фон
- 1956 — Базель
- 1957 — Лозанна
- 1958 — СК «Берн»
- 1959 — Ла-Шо-де-Фон
- 1960 — Фісп
- 1961 — СК Лангнау
- 1962 — ХК «Вілларс»
- 1963 — Женева-Серветт
- 1964 — Женева-Серветт
- 1965 — Ла-Шо-де-Фон
- 1966 — ХК Янг Спрінтерс
- 1967 — ХК «Сьєр»
- 1968 — ХК «Сьєр»
- 1969 — СК «Берн»
- 1970 — Амбрі-Піотта
- 1971 — Лугано
- 1972 — СК «Берн»
- 1973 — СК «Цюрих»
- 1974 — ХК «Вілларс»
- 1975 — ХК «Біль»
- 1976 — Цуг
- 1977 — Ароза
- 1978 — Лозанна
- 1979 — Давос
- 1980 — Фрібур-Готтерон
- 1981 — СК «Цюрих»
- 1982 — Амбрі-Піотта
- 1983 — СК «Цюрих»
- 1984 — ХК «Кур»
- 1985 — СК «Цюрих»
- 1986 — ХК «Кур»
- 1987 — СК Лангнау
- 1988 — Ольтен
- 1989 — ХК «Кур»
- 1990 — ХК «Мартіньї»
- 1991 — ХК «Кур»
- 1992 — Ажуа
- 1993 — Давос
- 1994 — СК Рапперсвіль-Йона
- 1995 — Лозанна
- 1996 — Грассгоппер
- 1997 — СК «Герізау»
- 1998 — Лангнау
- 1999 — ХК «Кур»
- 2000 — ХК «Кур»
- 2001 — Лозанна
- 2002 — Женева-Серветт
- 2003 — Базель
- 2004 — Біль
- 2005 — Базель
- 2006 — Біль
- 2007 — Біль
- 2008 — Біль
- 2009 — Лозанна
- 2010 — Лозанна
- 2011 — Фісп
- 2012 — Лангенталь
- 2013 — Лозанна
- 2014 — Фісп
- 2015 — Лангнау Тайгерс
- 2016 — Ажуа
- 2017 — Лангенталь
- 2018 — Рапперсвіль-Йона Лейкерс
- 2019 — Ла-Шо-де-Фон
- 2020 — скасовано через пандемію COVID-19[2][3]
- 2021 — Ажуа
- 2022 — Клотен Флаєрс
- 2023 — Ла-Шо-де-Фон
- 2024 — Ла-Шо-де-Фон
- 2025 — Фісп